# ジェフ・カルドーニ
ジェフ・カルドーニ（Jeff Cardoni、1970年1月 - ）は、アメリカ合衆国の作曲家。

## 参加作品
- エマの秘密に恋したら Can You Keep a Secret? (2019)
- 史上最悪の学園生活
- ＣＳＩ：マイアミ10 ザ・ファイナル
- YOU and i
- ガンズ・アンド・ギャンブラー
- ＣＳＩ：マイアミ9
- オープン・シーズン3 森の仲間とゆかいなサーカス
- ＣＳＩ：マイアミ8
- ビンテージ・ラブ　～弟が連れてきた彼女～
- 魔法の恋におちたら
- ＣＳＩ：マイアミ7
- お願い!プレイメイト
- ＣＳＩ：マイアミ6
- アメリカン・パイ in ハレンチ課外授業
- モア・オブ・ミー　3人のワタシ
- ＣＳＩ：マイアミ5
- アメリカン・パイ in ハレンチ・マラソン大会
- ファイアー・ドッグ　消防犬デューイの大冒険
- ＣＳＩ：マイアミ4
- ＣＳＩ：マイアミ3
- ＣＳＩ：マイアミ2